# دمیترو زایکا
دمیترو زایکا (اوکراینی: Дмитро Васильович Заїка؛ زادهٔ ۲ آوریل ۱۹۹۴) بازیکن فوتبال اهل اوکراین است.